# Peter Rom

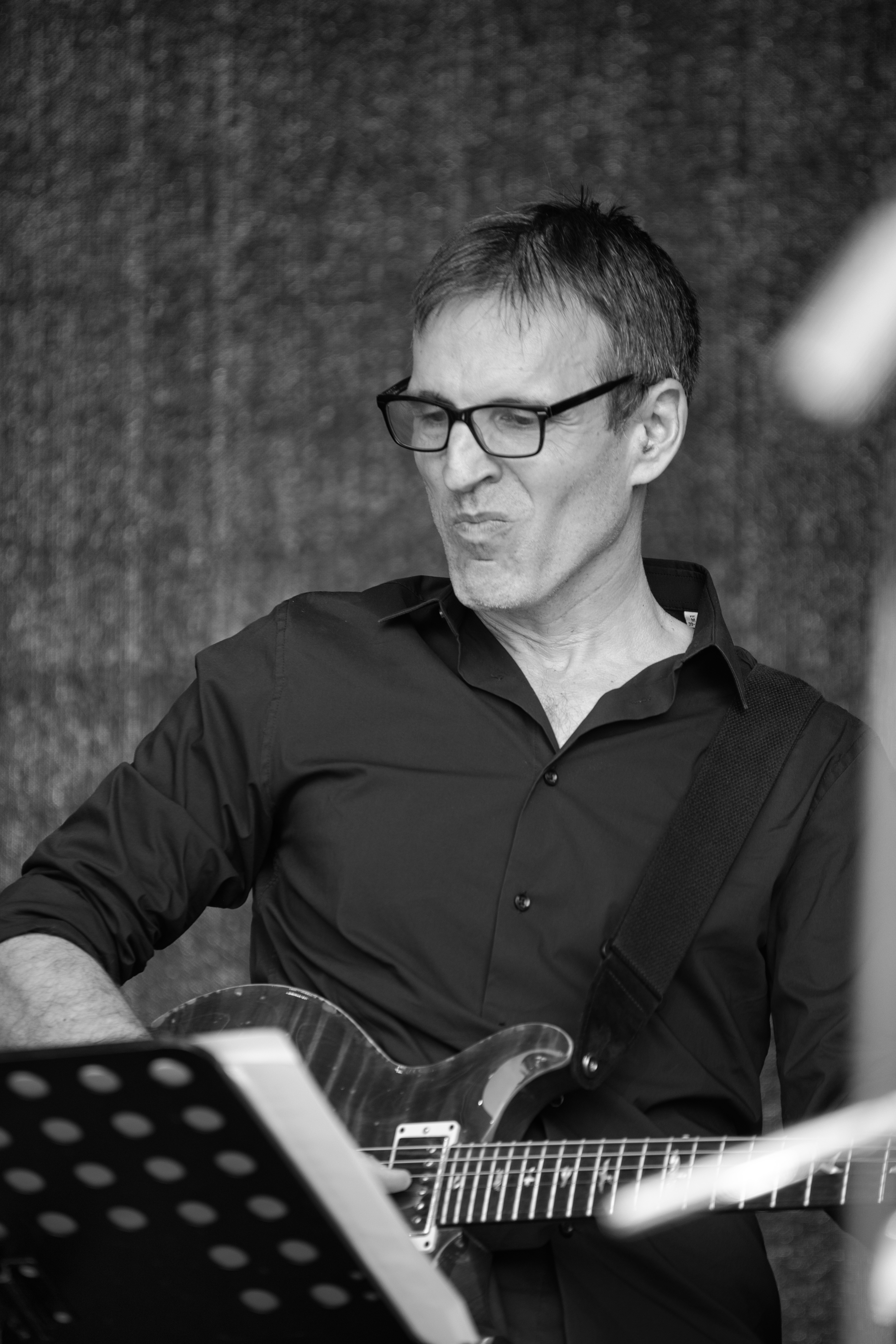
Peter Rom auf dem INNtöne Jazzfestival 2024

Peter Rom (* 1972 in Wien) ist ein österreichischer Jazz-Gitarrist, Komponist und Dozent.

## Leben
Peter Rom studierte am Konservatorium der Stadt Wien und bei Mick Goodrick am Berklee College of Music. Er betrieb zunächst ein eigenes Trio (mit Jörg Mikula und Raphael Preuschl). Im Jahr 2004 war er einer der Gründer des Kollektivs JazzWerkstatt Wien, dem er bis heute angehört. Seit dem Jahr 2009 begleitet er mit anderen Musikern der JazzWerkstatt Wien das Wiener-Lied-Duo Strottern, zunächst zu hören auf dem Album Elegant, aber auch auf dem Album Wo fangts an (2015). In ungewöhnlicher Besetzung (Trompete: Martin Eberle, Drehleier und Gesang: Matthias Loibner, Zither: Christof Dienz und er selbst an der Gitarre) tritt er in dem Ensemble Wiener Wäsche auf.
Weiterhin arbeitete er mit Rodney Holmes, Max Nagl, Dorian Concept, Vincent Pongracz / Renee Benson, Julian Sartorius, Manuel Mayr, dem Klangforum Wien und den Wiener Symphonikern. Im Trio mit Andreas Schaerer und Martin Eberle war er mehrfach erfolgreich in Europa auf Tournee und veröffentlichte 2011 bei Unit Records die beiden Alben Please Don’t Feed the Model und At the Age of Six I Wanted to Be a Cook. Im Projekt Travel Image mit Clemens Salesny hat er sich intensiv mit Kompositionen von Joe Zawinul auseinandergesetzt; er ist auch auf dem Album von Salesnys Electric Band und weiterhin auf Alben von Gerd Hermann Ortler, Studio Dan/Elliott Sharp und dem Synesthetic Octet zu hören. Im Jahr 2020 kam das Album Synesthetic4: Pickedem, das er mit Manuel Mayr, Andreas Lettner und Vincent Pongracz vorlegte, auf die Quartals-Bestenliste des Preises der deutschen Schallplattenkritik. Er ist Mitglied in der Bigband Christian Mühlbacher & Friends.

## Preise und Auszeichnungen (Auswahl)
- 1998: „BEST“ und Berklee „Achievement“-Award des Berklee College of Music (Boston/USA)[1]
- 1999: Quincy Jones Award des Berklee College of Music[1]
- 2006: mit JazzWerkstatt Wien Hans-Koller-Preis „Newcomer des Jahres“[1]
- 2010: mit dem Ensemble Studio Dan Quartalsbestenliste beim Preis der deutschen Schallplattenkritik[1]
- 2020: mit Synesthetic4 Quartalsbestenliste beim Preis der deutschen Schallplattenkritik